# Бозіо
Бозіо (італ. Bosio, п'єм. Beuso) — муніципалітет в Італії, у регіоні П'ємонт,  провінція Алессандрія.
Бозіо розташоване на відстані близько 430 км на північний захід від Рима, 100 км на південний схід від Турина, 33 км на південний схід від Алессандрії.
Населення — 1235 осіб (2014).
Щорічний фестиваль відбувається 20 серпня. Покровитель — Святий Бернард.

## Демографія
Населення за роками:

Станом на 1 січня 2023 року в муніципалітеті офіційно проживало 119 іноземців з 18 країн, серед них 94 громадяни країн Євросоюзу та 1 громадянин України.

## Сусідні муніципалітети
- Кампо-Лігуре
- Кампомороне
- Казаледжо-Боїро
- Черанезі
- Гаві
- Генуя
- Лерма
- Мазоне
- Меле
- Морнезе
- Пароді-Лігуре
- Россільйоне
- Тальйоло-Монферрато
- Вольтаджо